# アニメンタリー 決断
『アニメンタリー 決断』（アニメンタリー けつだん）は、太平洋戦争を題材にした竜の子プロダクション制作のテレビアニメである。1971年4月3日から同年9月25日までの間、毎週土曜日19時30分 - 20時に日本テレビ系で全26回放映された。

## 概要
太平洋戦争を、1941年の真珠湾攻撃から1945年の敗戦に至るまで、日本側と連合国側、その双方の指揮官や司令官、兵士たちの重要な「決断」を中心に描き出すノンフィクションドラマである。「アニメンタリー」とは、「アニメーション」と「ドキュメンタリー」を合わせて作られた造語であり、併せて、この作品の性格を端的に示している。視聴対象を子供だけでなく大人にまで広げ、戦争状態における将官達の「決断」の時を描き、いかなる「教訓」をもたらすのかを視聴者に訴えた作品となった。
平均視聴率は8.2%（タツノコプロが所有する資料による）。
実在の人物、兵器を忠実に描き、効果音は実写映画に使用される本物の爆発音やエンジン音を使用した。また、この作品に使用された色付きの透過光などの特殊効果は、当時としては斬新なもので、後に制作された『科学忍者隊ガッチャマン』などのタツノコ作品にも多用され、後のアニメ作品に影響を与えた。総監督だった九里一平も「『決断』で試した技術はすべて『ガッチャマン』の血と肉となりました」と証言している。
2005年に第1 - 25話を収録したDVD、2015年にBlu-ray BOXが発売されたが、第26話は日本テレビと読売広告社制作による実写作品であるため、版権の関係から収録されておらず、再放送もされていない。
扱われる決断の多くは軍人たちのものであり、各話の舞台も戦地や軍事基地といった場所がほとんどであったため、国内外含めて一般人の描写は極めて少ない。それ以外の政治家たちの決断が描かれたのは第25話のみで、昭和天皇についても第25話以外にはセリフにも登場しない。番組中盤からは戦争中に撮影された実写フィルムも使用されている。
登場する兵器類は放映当時としてはデフォルメがなく写実的であるが、レイテ沖海戦で軽空母である千歳型が水上機母艦のまま登場するなど、やや考証面に難がある。また、アキャブ飛行場へ来襲したブレニム軽爆撃機は爆撃のみならず、旋回銃手（史実ではマクラッキー軍曹）が地上で休息中の加藤隼戦闘隊員を機銃掃射で多数射殺するなど、史実とは異なる派手な演出も見られた。

### 雑誌
放送当時には同題名の雑誌が出版され、フィルムストーリーが掲載された。この雑誌は制作局である日本テレビ放送網が刊行し、全部で6冊発行された。
同誌は本アニメのスポンサーでもあったサッポロビールが宣伝費を出して制作費を賄い、創刊号は23万部を発行（30万部とする文献もある）、うち約3万部を酒店・料飲店・テレビ局に配布したほかは大半を書店流通で販売した。この創刊号は「売れ行きもまずまず」だったとされる。

## 製作の経緯
本作の製作は、スポンサーであったサッポロビール（現・サッポロホールディングス）の意向とされる。九里一平によると、当時サッポロビールには旧日本軍OBの重役もおり、「働き盛り」の壮年層に向けた番組として戦史物が企画され、戦記物作家児島襄の小説「決断」を原作とした作品の製作が決定した。実写での製作が困難であることから、当初よりアニメとする方針であったという。とはいえ、当時のアニメ技術でもドキュメンタリータッチの作画で番組を作るのは容易ではなかった。兵器類については九里の発案で、作画にアニメーターではなく挿絵画家を起用した。だが、挿絵画家の絵は完成のペースが遅くスケジュールの上で大きな負担となり、シリーズ後半には止め絵を増やしたり、背景やカメラワークで間に合わない絵の箇所をカバーするといったことがおこなわれた。こうした困難が予想されたにもかかわらず引き受けた理由について、九里はサッポロの出す豊富な予算が魅力だったと述べ、但馬オサムはこれに加えて『昆虫物語 みなしごハッチ』の際に製菓会社が尻込みする中サッポロがスポンサーを引き受けてくれた恩義があり、パイプを太くしたい意図があったのではないかと記している。九里の証言ではサッポロビールの1社提供とされているが、当時の番組宣伝チラシでは矢崎総業も加わる2社提供番組だった。
原作で監修者でもある児島が「事実を淡々と描くべき」というスタンスだったのに対し、脚本・構成の鳥海尽三は「史実でもドラマ性は必要」と主張して対立した。また視聴対象として壮年層の「管理職世代」を念頭にした児島に対し、鳥海は戦争を知らない若い世代へのテーマを入れようとして、この点でも食い違った。その結果、脚本があがらない事態になり、鳥海は降板を余儀なくされた。このほか、児島やスポンサーサイドの軍OB、挿絵画家はリアリティにこだわり、作画の省略や細部がつぶれた箇所などにもリテイクを要求し、さらにスケジュールを圧迫することになった。この結果、アフレコ時に絵がない事態が起きた。
それを見兼ねた声優の諏訪孝二から所蔵していた「大東亜決戦画集」や「靖國之絵巻」がタツノコプロに貸し出された。
1971年4月3日に、毎日新聞大阪本社版夕刊が掲載したよみうりテレビの新番組広告では、映像化予定のエピソードを「真珠湾奇襲」から放映順に記しており、この広告では「ソロモン沖海戦」（第13話「第一次ソロモン海戦」）の次に「ガダルカナル島航空戦」を。「ラバウル航空要塞」（第15話「ラバウル航空隊」）の次に「インパール作戦」や「サイパン島玉砕」。「硫黄島玉砕」（第23話「硫黄島作戦」）の次に「回天」。「大和特攻」（第24話「連合艦隊の最期」）の次に「沖縄玉砕」を映像化する予定（第10話「海軍落下傘部隊」、第12話「潜水艦 伊-168」、第17話「特攻隊誕生」、第19話「ルンガ沖夜戦」、第20話「マリアナ沖海戦」、第25話「最後の決断」は、この新番組広告に未掲載のエピソード）だった。
最終回が、戦史と全く関係のないプロ野球の実写作になったことについて九里は「純然たる（制作の）時間の問題」が原因で「局の方でなんとか野球の話でつないでくれた」と証言している。九里は26話までのあらすじはできていたと述べ、「昭和天皇の描写がネックで本来の最終回が放映できなかった」という説を明確に否定している。

## 声の出演
| - 青野武 - 赤木葉子 - 雨森雅司 - 飯塚昭三 - 池水通洋 - 石井敏郎 - 石丸博也 - 市川治 - 大木民夫 - 大宮悌二 - 勝田久 - 加藤修 - 加藤精三 - 兼本新吾 | - 神山卓三 - 加茂嘉久 - 家弓家正 - 川久保潔 - 北川国光 - 北村弘一 - 木下秀雄 - 木原規之 - 肝付兼太 - 桑原猛 - 国坂伸 - 古賀浩二 - 小林修 - 阪脩 | - 塩見竜介 - 城山堅 - 柴田秀勝 - 島宇志夫 - 嶋俊介 - 島田彰 - 白川澄子 - 仁内建之 - 杉田俊也 - 鈴木泰明 - 諏訪孝二 - 関根信昭 - 高塔正康 - 武川信 | - 立壁和也 - 田中信夫 - 近水圭二 - 千葉耕一 - 辻村真人 - 敦賀岑一 - 寺島幹夫 - 富田耕生 - 仲村秀生 - 中村武巳 - 中村正 - 納谷悟朗 - 納谷六朗 - 西桂太 | - 西山連 - 羽佐間道夫 - 原田一夫 - 藤本譲 - 細井重之 - 堀勝之祐 - 真木恭介 - 松岡文雄 - 三浦利子 - 三田松五郎 - 水島普 - 峰恵研 - 宮内幸平 - 宮田光 | - 村越伊知郎 - 村松康雄 - 森功至 - 安田隆 - 矢田耕司 - 矢田稔 - 山内雅人 - 吉沢久嘉 - 和田敬 - 和田文夫 - 渡部猛 - 詩吟：荒木照行 - ナレーター：浦野光 - 第26話のインタビュアー：志生野温夫 |

## スタッフ
- 原作・監修 - 児島襄
- 構成 - 鳥海尽三
- 総監督 - 九里一平、平田穂生（3話のみ）
- 音楽 - 越部信義
- 効果 - 東宝効果集団、イシダサウンド
- キャラクターデザイン - 吉田竜夫、依光隆、宇垣昭
- メカニックデザイン - 池田献児、秋吉文夫、有元秀光、木内一郎
- 美術設定 - 中村光毅、新井寅雄、井岡雅宏、小林七郎、渡辺毅
- 作画監督 - 宮本貞雄、吉田竜夫、九里一平
- 原動画 - 内野純夫、野崎恒仲、須田正己、菊地晃夫、九里一平、西城隆詞、平山則雄、高木清、加藤茂、田中英二、村田四郎、杉井興治、峰一臣、七戸洋之助、熊尾義之、湖川滋、木村一郎、津野二郎、飯山嘉昌
- 背景 - 今村立夫、井岡雅宏、小林七郎、中村光毅、野畑照子、坂本信人、渡辺孝、島厚子
- カラー設定 - 向井稔、岡嶋国敏
- 特殊効果 - 朝沼清良
- 仕上 - 柴田勝
- 撮影 - 細野正、峰勇、平山昭夫、中野政則、今井七生
- 編集 - 篠原正 → 谷口肇
- 制作担当 - 佐藤光雄
- 進行 - 加藤博、荒木良克、佐藤光雄、佐原三郎、鎌田正治、米津和彦
- 題字 - 賀茂牛之
- 録音ディレクター - 水本完
- 録音 - 読広スタジオ、オムニバスプロ
- 現像 - 東洋現像所
- プロデューサー - 吉田健二、前里元義
- 制作 - 吉田竜夫、タツノコプロ

## 主題歌
オープニング「決断」
作詞 - 丘灯至夫 / 作曲 - 古關裕而 / 歌 - 幹和之、コロムビア男声合唱団
エンディング「男ぶし」
作詞 - 丘灯至夫 / 作曲 - 古關裕而 / 歌 - コロムビア男声合唱団
- 幹は劇中歌として「ラバウル海軍航空隊」「加藤隼戦闘隊」なども歌唱している。

## 各話リスト
史実に従えば、第1話「真珠湾奇襲」の次回は「ミッドウェイ海戦（前編）」ではなく第4話「マレー突進作戦」である。下記は左表が放送順で、右表が史実に沿う時系列順で、太字は放送順に一致する話数である。
- テレビ放送順

| 話数   | サブタイトル               | 脚本              | 演出     |
| ------ | -------------------------- | ----------------- | -------- |
| 第1話  | 真珠湾奇襲                 | 平田穂生          | 黒川文男 |
| 第2話  | ミッドウェイ海戦（前編）   | 鳥海尽三          | 九里一平 |
| 第3話  | ミッドウェイ海戦（後編）   | 平田穂生          | 黒川文男 |
| 第4話  | マレー突進作戦             | 鳥海尽三 滝三郎   | 西牧秀雄 |
| 第5話  | シンガポール攻略           | 陣野修            | 西牧秀雄 |
| 第6話  | 香港攻略                   | 永田俊夫          | 鳥海永行 |
| 第7話  | マレー沖海戦               | 鳥海尽三 滝三郎   | 西牧秀雄 |
| 第8話  | 珊瑚海海戦                 | 永田俊夫          | 黒川文男 |
| 第9話  | ジャワ攻略                 | 陣野修            | 九里一平 |
| 第10話 | 海軍落下傘部隊             | 陣野修            | 鳥海永行 |
| 第11話 | バターン・コレヒドール攻略 | 陣野修            | 鳥海永行 |
| 第12話 | 潜水艦 伊-168              | 鳥海尽三 滝三郎   | 九里一平 |
| 第13話 | 第一次ソロモン海戦         | 永田俊夫          | 黒川文男 |
| 第14話 | 加藤隼戦闘隊               | 鳥海尽三 松沢申   | 西牧秀雄 |
| 第15話 | ラバウル航空隊             | 吉田義昭          | 鳥海永行 |
| 第16話 | キスカ島撤退               | 鳥海尽三 川内勉   | 黒川文男 |
| 第17話 | 特攻隊誕生                 | 長居欽哉          | 九里一平 |
| 第18話 | 山本五十六の死             | 松浦健郎 曽田博久 | 西牧秀雄 |
| 第19話 | ルンガ沖夜戦               | 新井一            | 鳥海永行 |
| 第20話 | マリアナ沖海戦             | 新井一            | 西牧秀雄 |
| 第21話 | レイテ沖海戦（前編）       | 新井一            | 黒川文男 |
| 第22話 | レイテ沖海戦（後編）       | 新井一            | 九里一平 |
| 第23話 | 硫黄島作戦                 | 新井一            | 西牧秀雄 |
| 第24話 | 連合艦隊の最期             | 新井一 吉田義昭   | 鳥海永行 |
| 第25話 | 最後の決断                 | 新井一            | 黒川文男 |
| 第26話 | 川上監督の決断             | （不明）          | （不明） |

- 時系列順

| 時期       | 放送話数 | サブタイトル               |
| ---------- | -------- | -------------------------- |
| 1941年12月 | 第1話    | 真珠湾奇襲                 |
| 1941年12月 | 第4話    | マレー突進作戦             |
| 1941年12月 | 第6話    | 香港攻略                   |
| 1941年12月 | 第7話    | マレー沖海戦               |
| 1941年12月 | 第14話   | 加藤隼戦闘隊               |
| 1942年1月  | 第10話   | 海軍落下傘部隊             |
| 1942年1月  | 第11話   | バターン・コレヒドール攻略 |
| 2月        | 第5話    | シンガポール攻略           |
| 2月        | 第9話    | ジャワ攻略                 |
| 5月        | 第8話    | 珊瑚海海戦                 |
| 6月        | 第2話    | ミッドウェイ海戦（前編）   |
| 6月        | 第3話    | ミッドウェイ海戦（後編）   |
| 6月        | 第12話   | 潜水艦 伊-168              |
| 8月        | 第13話   | 第一次ソロモン海戦         |
| 11月       | 第19話   | ルンガ沖夜戦               |
| 1943年4月  | 第18話   | 山本五十六の死             |
| 7月        | 第16話   | キスカ島撤退               |
| 11月       | 第15話   | ラバウル航空隊             |
| 1944年6月  | 第20話   | マリアナ沖海戦             |
| 10月       | 第17話   | 特攻隊誕生                 |
| 10月       | 第21話   | レイテ沖海戦（前編）       |
| 10月       | 第22話   | レイテ沖海戦（後編）       |
| 1945年2月  | 第23話   | 硫黄島作戦                 |
| 4月        | 第24話   | 連合艦隊の最期             |
| 8月        | 第25話   | 最後の決断                 |
| （終戦後） | 第26話   | 川上監督の決断             |

## 放送局
同時ネット（特記以外日本テレビ系列単独加盟局）
- 日本テレビ（制作局）
- 札幌テレビ（当時はフジテレビ系列とのクロスネット局）
- 青森放送
- テレビ岩手（当時はNETテレビ系列とのクロスネット局）
- 宮城テレビ放送（当時はNETテレビ系列とのクロスネット局）
- 秋田放送
- 山形放送
- 北日本放送
- 福井放送
- 山梨放送
- 名古屋テレビ（当時はNETテレビ系列とのクロスネット局）
- よみうりテレビ
- 日本海テレビ（日本テレビ系列単独加盟ながら、当時は事実上フジテレビ・NETテレビ系列とのクロスネット編成）
- 山口放送
- 四国放送
- 西日本放送（当時の放送免許エリアは香川県のみ）
- 南海放送
- 高知放送
- 福岡放送
- テレビ大分（当時はフジテレビ・NETテレビ系列とのクロスネット局）

時差ネット
- 福島テレビ（当時は日本テレビ系列単独加盟ながら、事実上TBS系列とのクロスネット局）：金曜 21:00 - 21:30[20]
- 新潟総合テレビ（当時はフジテレビ・NETテレビ系列とのクロスネット局）
- 北陸放送（TBS系列）：金曜 19:00 - 19:30[21]
- 信越放送（TBS系列）
- 静岡放送（TBS系列）
- 広島ホームテレビ（NETテレビ系列）：木曜21:26 - 21:56[注釈 8]
- 南日本放送（TBS系列）

衛星放送
- アニメシアターX
- 日本文化チャンネル桜
- 日テレプラス&サイエンス
- ヒストリーチャンネル